# ArtReview
ArtReview — международный журнал о современном искусстве. Выходит в количестве 9 номеров в год.

## История
Журнал ArtReview был основан в 1949 году в Лондоне доктором Ричардом Гейнсборо. Дизайн первого выпуска журнала был выполнен его женой — художником Эйлин Мейо.
За более 60 лет непрекращающейся публикации журнал эволюционировал из восьмистраничной черно-белой газеты, публиковавшейся раз в 2 недели, в журнал, который выходит 9 раз в год. Журнал распространяется в 28 странах.
С 1949 журнал публиковался под названиями: Art News and Review (Новости искусства и Рецензии) (1949—1961), The Arts Review (1962—1969), Arts Review (1970—1992), Art Review (1992—2000) и ArtReview (c 2000 по настоящее время).

## Издание
В своих публикациях, с помощью коллекции рецензий, международных выставок, очерков о художниках, художественных туров по городам и художественных заказов (в том числе специальных проектов, которые издаются в дополнение к обычному выпуску журнала), ArtReview охватывает как хорошо известных и авторитетных, так и молодых художников.
Главным редактором журнала сейчас является Mark Rappolt.
В ноябрьском выпуске журнал ArtReview публикует ежегодный рейтинг 100 самых влиятельных людей в современном искусстве Power 100; в мартовском выпуске публикуется Future Greats — список молодых многообещающих художников.

## Рейтинг Power 100
В октябре 2011 года журнал был раскритикован Китайским правительством за то, что в рейтинге Power 100 первое место занял известный китайский художник и диссидент Ай Вэйвэй. Пресс-секретарь Министерства иностранных дел Китая Лю Вэйминь (Liu Weimin) заявил: «В Китае много способных художников. Мы считаем, что выбор, который был сделан исключительно из политических предубеждений и пристрастий, идет вразрез с целями журнала». Из россиян в списке 2011 года были только основательница центра современной культуры «Гараж» Дарья Жукова и основатель фонда V-A-C Леонид Михельсон.
В 2012 году в рейтинг Power 100 была включена российская группа Pussy Riot, которая исполнила панк-молебен в Храме Христа Спасителя в начале 2012. Pussy Riot заняли 57 место в рейтинге. Другими россиянами в рейтинге 2012 года оказались философ и теоретик искусства Борис Гройс (61 место), и меценатка Дарья Жукова (85 место).

## Веб-сайт
Веб-сайт www.artreview.com был запущен в 2007. Веб-сайт состоит из новостей, блогов, художественных заказов, архива журнала с 2006 года и социальной сети для пользователей.